# Der Moorhund
Der Moorhund ist ein deutscher Kinderfilm der DEFA von Konrad Petzold aus dem Jahr 1960. Der Film ist in Schwarzweiß. Er erlebte am 25. Dezember 1960 im Berliner Kino Babylon und im Kulturhaus der deutschen Grenzpolizei seine Premiere.

## Handlung
Der zwölfjährige Klaus reist in seinen Ferien nach Garnegen, wo sein Vater Suter als Oberleutnant die Grenztruppen leitet. Sie überwachen ein weitläufiges Moorgebiet, in welchem, dem Gerede der Bevölkerung nach, der geheimnisvolle Moorhund hausen soll. So erzählt es Klaus eine ältere Frau in seinem Zugabteil und auch die Grenzer glauben plötzlich, bei einem Wachgang den Moorhund gesehen zu haben. Für Suter ist bald klar, dass ein Schäferhund illegal als Bote die Grenze überquert. Der Maulwurf, der den Hund anweist, scheint zu den eigenen Truppen zu gehören. Suter muss die undichte Stelle finden und hat daher kaum Zeit für seinen Sohn. Der begibt sich aus Langeweile heimlich ins direkte Grenzgebiet, eine bewaldete Moorlandschaft. Hier findet er einen Hund in einem Käfig und kann bald sein Vertrauen gewinnen. Zwar will er seinem Vater vom Hund erzählen, doch ist der wegen seiner Arbeit stets außer Haus. Nur den jungen Fritz weiht Klaus schließlich in sein Geheimnis ein.
Klaus macht die Bekanntschaft des Fischers, der ihn im Moorwald überrascht hat. Der nimmt ihn zum Aalfang mit, schickt ihn aber weg, als Klaus ein Licht am Horizont zu sehen glaubt. Als Suter eines Tages Zeit für seinen Sohn hat, veranstalten beide eine Schnitzeljagd. Klaus will seinen Vater so zum Hundezwinger locken, doch wird Suter vom Fischer, der der Spion ist, auf die falsche Spur gebracht. Da sein Vater nicht erscheint, nimmt Klaus den Hund, der sich inzwischen an ihn gewöhnt hat, an eine Leine und kommt mit ihm aus dem Sperrgebiet. Zwei Grenzsoldaten sehen Klaus mit dem Hund, doch das Tier reagiert plötzlich auf einen Pfiff und läuft davon. Zwar kann Klaus seinen Vater zum Hundezwinger führen, doch ist dieser leer.
Die Grenzer sind nun in erhöhter Alarmbereitschaft und verstärken ihre Kontrollen. Der Hund des Fischers verliert bei einem erneuten Einsatz seine Hülse mit der Geheimbotschaft an einem Grenzzaun. Die Hülse wird von Grenzern gefunden und Alarm ausgerufen. Während das gesamte Sperrgebiet umstellt wird, sperrt der Fischer seinen Hund ein und zerstört seine Funkutensilien. Als Klaus und Fritz den Hund entdecken, lässt Klaus Fritz die Grenzer alarmieren. Er selbst bleibt zurück, wird vom Fischer entdeckt und eingesperrt, kann sich jedoch an die Fährte vom Fischer und dem Hund heften. Der fliehende Fischer hetzt seinen Hund auf Klaus, der ihm jedoch nichts tut. Der Fischer wird, kurz bevor er mit einem Schlauchboot fliehen kann, von Suter gestellt. Suter kehrt mit Klaus, Fritz und dem Hund ins Dorf zurück.

## Kritik
Die zeitgenössische Kritik lobte den Film dafür, dass er „den Versuch unternimmt, langersehntes abenteuerliches Geschehen am Beispiel eines nützlichen Gegenwartsbilds zu gestalten“. Gleichzeitig wurde Der Moorhund kritisiert, da Klaus für sein Betreten des verbotenen Sperrgebietes nicht zur Verantwortung gezogen wird: „Im Film muß [daher] der Eindruck bleiben: Etwas Verbotenes ist nicht schlimm, wenn man hinterher ein Held ist.“
Für das Lexikon des internationalen Films war Der Moorhund ein „[i]deologisch gefärbter Kinderfilm, der die Arbeit der DDR-Grenztruppen als Folie für ein spannendes Ferienabenteuer nimmt.“